# Prosus
Prosus N.V. er en hollandsk multinational it-virksomhed. It-løsningerne omfatter online betalingstjenester, handelsplatforme, online madbestilling, online detailhandel, sociale platforme, osv.
Virksomhedens sydafrikanske holdingselskab "Naspers" har en ejerandel på 56,9 % Prosus.
Koncernen begyndte at investere i internetplatforme i 1990'erne og produkterne omfatter i dag e-handelsselskabet OLX (100 %), betalingstjenesten PayU (98,8 %), madbestillingstjenesterne iFood (54,8 %), Delivery Hero (22,3 %) og Swiggy (38,8 %), detailhandelsplatformen eMag (80,1 %), rejseplatformen Ctrip (6%) og mobilitetstjenesten Byker.
Det er den største aktionær i den sociale internetplatform Tencent med en ejerandel på 30,86 %.